# Infirmier praticien spécialisé
Pour les articles homonymes, voir IPS.
L'infirmier praticien spécialisé ou infirmière praticienne spécialisée (IPS) est, au Canada, une infirmière ou un infirmier qui possèdent une expérience clinique dans un domaine spécifique et qui ont reçu une formation avancée de 2e cycle en sciences infirmières et en sciences médicales[réf. souhaitée].
Bien que les soins fournis par les IPS soient jugés grandement sécuritaires, leur champ de pratique varie encore selon l'endroit où elles pratiquent.
Elles combinent à la fois l’exercice d’une pratique infirmière et l’exercice d'activités médicales : diagnostic (restreint selon la classe de spécialité/ l'endroit où l'IPS pratique), prescrire des examens diagnostiques, utiliser des techniques diagnostiques invasives, prescrire des médicaments et d’autres substances, prescrire des traitements médicaux et utiliser des techniques ou appliquer des traitements médicaux invasifs. Elles détiennent des connaissances et des habiletés de niveau expert pour réaliser un processus de raisonnement clinique visant à répondre aux besoins de santé d’une clientèle particulière. Elles ont également réussi un examen professionnel de spécialité en vue de détenir un certificat de spécialiste pour une catégorie de clientèle et travaillent en partenariat avec un ou plusieurs médecins qui exercent dans le domaine de soins visé par sa pratique[réf. souhaitée].
| Classes de spécialités  | Abréviations |
| ----------------------- | ------------ |
| Soins de première ligne | IPSPL        |
| Soins aux adultes       | IPSSA        |
| Soins pédiatriques      | IPSSP        |
| Santé mentale           | IPSSM        |
| Néonatalogie            | IPSNN        |